# ペイ・ノワール
ペイ・ノワール（フランス語: Pays Noir、「黒い国」）は、ベルギーのワロン地域エノー州シャルルロワ近くの地域を指す。石炭を産出する地域なので「黒い」という名前がついている。19世紀、ペイ・ノワールでは急速な産業化が進み、最初に炭坑が、後に鋼鉄とガラス製造業などの関連産業が発展した。「ペイ・ド・シャルルロワ」（Pays de Charleroi）とも。

## 概要
シャルルロワを中心とするこの地域はエゾー＝プレール、シャルルロワ、シャトレ、クルセール、ファルシエンヌ、フルーリュス、フォンテーヌ＝レヴェーク、ジェルピンヌ、ル・ボン・ヴィレール、ポンタ＝セルの各コミューンを含む。
ペイ・ノワールは西ではラ・ルヴィエール近くでセントル地域と接している。また、ベルギーにおけるほかの石炭産出地域と同じく、ライン中央山塊の北縁に位置している。